# 김성환 (1919년)
김성환(金聖喚, 1919년 12월 24일~1979년 10월 8일)은 대한민국의 금융인, 정치인이다. 호는 혜산(蕙山)이다.

## 생애
1919년 12월 24일, 평안남도 평양부에서 태어났다. 만수보통학교, 숭인상업학교, 후쿠시마 고등상업학교를 거친 뒤 조선은행에 들어갔다.
광복 이후에는 은행이 북조선 중앙은행으로 재편되었으며, 6.25 전쟁 때 남하해 한국은행에 입행했다. 문서부·외무부·업무부 과장, 업무부·은행감독국 차장을 거쳐, 은행감독원 관리국장, 외환관리부장, 업무부장, 이사, 은행감독원장, 한국은행 총재에 임명되었고, 금융단 대표, 금융통화운영위원회 위원장, 한국연구원 이사, 저축추진중앙운영위원회 회장, 대한적십자사 재정감독, 과학진흥재단 이사, 서울은행협회 회장, 경제계획심의회 위원, 경제과학심의회 위원, 새마을운동 중앙협의회 부회장 등을 역임했다.
1978년 12월 21일, 통일주체국민회의에서 국회의원으로 선출되었다.

## 역대 선거 결과
| 실시년도 | 선거 | 대수 | 직책     | 선거구           | 정당       | 득표수 | 득표율      | 순위 | 당락 | 비고 |
| -------- | ---- | ---- | -------- | ---------------- | ---------- | ------ | ----------- | ---- | ---- | ---- |
| 1978년   | 총선 | 10대 | 국회의원 | 통일주체국민회의 | 유신정우회 |        | \| \| 0% \| | 지명 |      | 초선 |
|          | 0%   |      |          |                  |            |        |             |      |      |      |